# Xanthorhoe excelsissima
Xanthorhoe excelsissima är en fjärilsart som beskrevs av Claude Herbulot 1977. Xanthorhoe excelsissima ingår i släktet Xanthorhoe och familjen mätare. Inga underarter finns listade i Catalogue of Life.